# باول دي غروت
باول دي غروت هو نقابي وصحفي وسياسي هولندي، ولد في 19 يوليو 1899 في أمستردام في مملكة هولندا، وتوفي في 3 أغسطس 1986 في بوسوم في هولندا. نشط حزبياً في Communist Party of the Netherlands ‏. وقد انتخب عضو مجلس نواب هولندا ‏.